# Умайо
Умайо (исп. Umayo, кечуа Umayu) — озеро в районе Атунколла, региона Пуно, Перу. Площадь озера 28 км² высота над уровнем моря — 3855 метров. Площадь водосбора 1073,32 км². Вода в озере минерализованная, имеет щёлочные характеристики (водородный показатель — 9,80).

## Геофизические характеристики
В Умайо впадают реки Вильке и Чальамайо, вытекает — Ильпа, впадающая в озеро Титикака.
Бассейн озера расположен между высотами 3832 и 4917,78 метров над уровнем моря. Длина речной сети 2466,21 км.
Среднегодовая температура вод озера 11,2 °C, солёность вод — 146,6 мг/л (5 ‰).

## Климатические характеристики
Максимальное суточное количество осадков в окрестностях озера составляет 200 мм.

## Фауна
В водах Умайо обитают рыбы родов Orestias и Trichomycterus.

## Археология
У берегов озера находится кладбище доинкской эпохи Сильюстани.